# Savanneleeuwerik
De savanneleeuwerik (Calendulauda africanoides; synoniem: Mirafra africanoides) is een zangvogel uit de familie Alaudidae (leeuweriken).

## Verspreiding en leefgebied
Deze soort komt voor in oostelijk en zuidelijk Afrika en telt acht ondersoorten:
- C. a. intercedens: van oostelijk en zuidelijk Ethiopië en westelijk Somalië tot oostelijk Oeganda, Kenia en noordelijk Tanzania.
- C. a. alopex (vosleeuwerik): uiterst oostelijk Ethiopië en noordelijk Somalië.
- C. a. trapnelli: zuidoostelijk Angola en zuidwestelijk Zambia.
- C. a. harei: van centraal Namibië tot zuidwestelijk Botswana en noordwestelijk Zuid-Afrika.
- C. a. makarikari: van zuidwestelijk Angola en noordelijk Namibië tot westelijk Zambia en noordelijk en centraal Botswana.
- C. a. sarwensis: westelijk Botswana, oostelijk Namibië en het noordelijke deel van Centraal-Zuid-Afrika.
- C. a. vincenti: centraal Zimbabwe en zuidelijk Mozambique.
- C. a. africanoides: zuidelijk Namibië, zuidelijk en oostelijk Botswana, zuidwestelijk Zimbabwe en noordelijk Zuid-Afrika.

## Status
De grootte van de populatie is niet gekwantificeerd maar de soort wordt omschreven als algemeen. Op de Rode lijst van de IUCN heeft deze soort de status niet bedreigd.